# 沃尔特·詹金斯
沃尔特·威尔逊·詹金斯（英語：Walter Wilson Jenkins，1918年3月23日—1985年11月23日）是一位美国政治人物，自青年时代起便担任美国前总统林登·约翰逊的助理。他的政治生涯终结于1964年大选期间，当时他因与另一位男性在华盛顿特区的一处公共洗手间内发生性行为而被捕。事件曝光后，詹金斯迫于舆论压力而辞职。

## 早年经历
詹金斯于1918年生于德克萨斯州的小城乔里，之后在附近的威奇托福尔斯度过了童年时光。他上过当地的哈丁初级学院，后来又在德州大学读过两年书，但没有取得学位。
1939年，詹金斯开始为林登·约翰逊工作，后者在两年前刚刚成为代表德克萨斯州第十国会选区的众议员。此后25年间，他一直作为约翰逊的高级行政助理，伴随约翰逊一路升至参议员，副总统乃至总统。
1941至1945年二战期间，詹金斯在美国陆军中服役。复员后，他返回威奇托福尔斯，改宗罗马天主教，并与海伦·马乔里·怀特希尔（Helen Marjorie Whitehill）结婚，两人后来育有四子二女。他也曾试图在家乡竞选众议员职位，然而詹金斯的天主教信仰却招致许多攻击，最终竞选失败。
约翰逊的其他幕僚对詹金斯的能力和性情有着很高的评价。约翰逊的特别助理约瑟夫·加利法诺曾说，詹金斯是他在“任何一届政府中所见过的为人最好的白宫助理。他从不盛气凌人，这一点难能可贵。”约翰逊的新闻秘书和助手，后来成为记者的比尔·莫耶斯则在《新闻周刊》上这样写道：
当人们需要长期委任一位政治助手的时候，（詹金斯）总是最早被想起的那个人。他彬彬有礼，和蔼可亲，却总能在鲨鱼成群的波托马克河里全身而退。如果说林登·约翰逊的成功除了伯德夫人之外还靠了谁的功劳，这个人无疑就是沃尔特·詹金斯。
到1960年代，詹金斯与约翰逊已更多地像是朋友而非主从关系，詹金斯和伯德夫人的关系很好，约翰逊家的财政事务也部分交给詹金斯打理。1963年，伯德夫人的51岁生日聚会正是在詹金斯家举行的。

## 丑闻与辞职

### 被捕及丑闻的披露
在1964年大选一个月前的1964年10月7日，詹金斯离开白宫，前去参加《新闻周刊》华盛顿分社为迁入新址举行的鸡尾酒会。他在那里喝了几杯酒后，就离席前往相隔几个街区的华盛顿基督教青年会去。那里的地下室公共洗手间是一个同性恋幽会场所，詹金斯在那里和一位退伍军人发生了关系。:791华盛顿警方一直对该场所的性质有所了解，在长时间的监视之后，当晚7点半左右，一位警官逮捕了两人，理由是行为不端（disorderly conduct）。:367最终詹金斯被罚款50美元。:489
关于此事的流言迅速在华盛顿传开，虽然是选战期间，但许多报纸，如《芝加哥论坛报》和《辛辛那提问讯报》等，都不愿报道此事。:367然而共和党总统提名人巴里·戈德华特的竞选团队主管迪安·伯奇却把这件事说成是“一件轰动华盛顿的新闻：白宫正拼命扣压一条有关国家安全的重大消息”，:791记者们也只好开始报道。:181最初有人将此事解释为詹金斯在选举期间工作过度疲劳不堪所致，:490但随着深入调查发现詹金斯五年前也曾由于同样的原因被捕（并且事发地点也是在同一个公共洗手间），:179,181这样的说法也就站不住脚了。
到了10月14日，《华盛顿星报》的编辑写了关于此事的一则报道，打电话到白宫问詹金斯有何评论。詹金斯随即求助于白宫的律师团队，包括总统的私人律师亚伯拉罕·亚伯·方特斯（后来成为最高法院大法官）和白宫的非正式法律顾问克拉克·克利福德（后来成为约翰逊政府的国防部长）。他们的对策是游说华盛顿的三家主要报纸，要求他们不要刊登相关报道，但是这样一来反而显出此事的报道价值。:368数小时后克利福德向约翰逊总统详细报告了相关证据，尔后，白宫新闻秘书乔治·里迪抹着眼泪，向新闻界证实了此事。:369约翰逊告诉方特斯，詹金斯需要辞职。当天《华盛顿星报》的相关报道发表并被合众社转载，詹金斯也于同日辞职。
针对所谓“国家安全”问题，约翰逊立即命令联邦调查局展开调查。其实约翰逊也知道，联邦调查局局长埃德加·胡佛最终会得出政府部门没有任何安全问题的结论，否则在过去几年里没有调查过詹金斯的联邦调查局自身也难辞其咎。:491果然，胡佛在10月22日报告说，国家安全并未受到损害。:369-70:480约翰逊后来说：“听到沃尔特·詹金斯（会危害国家安全）简直就像是听到我夫人要去刺杀教皇一样难以置信。”:180约翰逊也放出阴谋论的调调，认为詹金斯是被陷害了，譬如他宣称，詹金斯参加的鸡尾酒会上的服务生是共和党全国委员会的成员。:367:180-1

### 政治反应
约翰逊担心詹金斯事件会对选举造成影响，命令对此事造成的公众反应进行调查，次日返回的结果表明，此事对选民的影响微不足道。:369-70:48010月15日，一位专栏作家写到：“沃尔特·詹金斯已经活过来了，并且人们对于华盛顿的道德问题，政治派系，还有“德克萨斯帮”的恶劣观感也因此事而戏剧化了。”白修德在《1964年总统的产生》中写道：“这场选举中最有意思的事情，就是全国人民都看到了这件事的真相，然后耸耸肩走掉。”:368之所以发生这样的情况，很大程度上是因为10月15-16日这48小时内发生的国际大事，远远盖过了詹金斯事件的风头：:791在苏联，赫鲁晓夫被赶下了台；在英国，工党击败保守党上台；在中国，第一颗原子弹成功试爆。公众的注意力被迅速转移了。:371:181
另一方面，共和党的总统提名人巴里·戈德华特也未对此事穷追猛打。其实，戈德华特早先在参议院结识了詹金斯，并且还是詹金斯在空军预备役的老长官，虽则他一开始否认自己认识詹金斯。他之前曾在选战中提到过与约翰逊政府密切相关的博比·贝克和比利·索尔·埃斯蒂斯丑闻，并且将约翰逊政府描绘成缺乏道德感的形象，但这一次他却没有拿詹金斯的事来做文章，:369:178即便伯奇和其他竞选顾问劝他这样做，他也不为所动。:791只是在联邦调查局探员就此事询问他时，他才反诘埃德加·胡佛，为什么不在詹金斯进入白宫前就对他进行安全审查呢？这个问题胡佛确实答不上来，因为詹金斯的上次被捕是在1959年1月，那还是艾森豪威尔执政时期。
不过，共和党的竞选团队还是制作了一些诸如保险杠贴纸和纽扣之类的物件，上面写上暗讽詹金斯事件的标语。比如：“林登·约翰逊的灯泡詹金斯：怪不得他要关灯呢。”或者，“跟着林登·约翰逊走吧，不过记得不要靠近基督教青年会。”观察家们发现，戈德华特的竞选伙伴威廉·米勒在提到这件事时总是试图“煽动大众的恐惧心理”。戈德华特则不然，他只是偶尔提到“约翰逊那个有点怪怪的班子就要治国了。”台下的听众会心一笑。:493戈德华特后来在自传中解释了他不向詹金斯开火的原因：“那正是詹金斯一家难过的日子，我不想让他们更不好受。胜利不是一切。有些事情，比如对朋友的忠诚和对原则的坚持，比胜利更重要。”约翰逊自己倒是显得有几分心虚，他在10月27日匹兹堡市的一次竞选演讲中说，政府“发生了不幸的事”，有些人“让你们失望了”，“犯了错误”的人必须辞职，并接受公正的调查。

### 对詹金斯的支持
詹金斯事件发生后，记者们很快发现这并不是白宫雇员第一次遭遇由性取向引起的问题。《纽约时报》记者詹姆斯·赖斯顿首先披露说，“在（1952年）艾森豪威尔提名他的第一届政府组成人员时，也曾遇到相似的尴尬局面”。四天后，德鲁·皮尔森在他的专栏“华盛顿旋转木马”中点出了1952年这一“尴尬局面”的主角是前共和党参议员阿瑟·范登堡的儿子小阿瑟·范登堡，后者当时“因有同性恋问题而未能通过安全审查”，而艾森豪威尔政府则声称他是因为健康原因去职。:98这些内幕的曝光无疑帮助约翰逊政府缓和了一定的压力。在10月28日圣迭戈的选举活动中，当记者问及政府雇员中的“性取向偏离”问题时，约翰逊总统回应道，任何一届政府都存在丑闻，艾森豪威尔的秘书就有类似的问题。这样一来就证实了皮尔森的爆料属实。:481
另一些人则呼吁停止对詹金斯事件进行炒作。10月29日，44名高级神职人员就此事发表了一封公开信，其中提到：
我们认为，詹金斯事件暴露出了人性的弱点。如果这件事真的和国家安全有关，那么就事论事即可。不应该以此为借口抓住这件事不放，只为了迎合部分公众淫亵的好奇心和自以为是。
选举结束后，全美精神健康基金会给约翰逊总统写了一封信，抗议人们对待此事“歇斯底里”的态度：
一个公民——不论是否受雇于政府——其私生活和性取向如何，并不必然与其在工作上的能力、才具和责任感有关系。一个公民是同性恋——就像本案中的詹金斯先生那样——这本身并不能说明他会比任何异性恋者更不可靠，或者更有某种国家安全上的风险。
11月17日，伯德夫人看望了即将离开华盛顿搬回德克萨斯的沃尔特·詹金斯和夫人海伦。她在日记中记载道，詹金斯从熟人和许多普通民众那里接二连三地受到信件，对他表达理解之情。:204著名专栏作家约瑟夫·艾尔索普也是一位出柜的同性恋者，他也通过公开撰文和去信的方式向詹金斯表达支持。:47

### 对约翰逊政府的影响
约翰逊并没有找到合适人选来代替詹金斯的职位，只好将他的职责分成几部分，交由不同的幕僚接手。乔治·里迪告诉记者：“总统所面对的许多难题归根到底，都是因为沃尔特·詹金斯的离职……要不是因为这一次的插曲，也许整个历史就会不一样。”前司法部长拉姆齐·克拉克则说，“詹金斯的辞职让总统失去了他最能干和最受信任的助手。到总统面临难关的时候，这就成了大问题。要是沃尔特还在，他关于越战的意见应会对总统大有裨益。”

## 晚年生活
詹金斯一家离开华盛顿，搬回德克萨斯的奥斯汀居住。在那里，他作为注册会计师工作，开了一家建筑公司，并提供管理咨询服务。1965年2月，詹金斯退出了空军预备役。
妻子在1970年代初与其分居，但没有离婚。1985年，在经历一次心脏病发作之后数月，沃尔特·詹金斯去世，享年67岁。他的妻子于1984年去世。

## 流行文化
1971年，NBC曾以詹金斯事件为蓝本，制作过一部电视电影《消失》（Vanished）。